# یتزچاک میریلاشویلی
یتزچاک میریلاشویلی(به گرجی: იცხაკ მირილაშვილი) یا ویاچسلاو میریلاشویلی (زاده ۱۹۸۴)، کارآفرین و سرمایه گذار گرجی در اسرائیل و روسیه است.
او یکی از بنیان گذاران وی‌کی، بزرگترین شبکه اجتماعی در روسیه است.میریلاشویلی در اسرائیل زندگی می کند. در ۲۹ سالگی سهام خود را فروخت و با داشتن ۱ میلیارد دلار جزو ثروتمند ترین شهروندان اسرائیل محسوب می شد. او فرزند دکتر میخائیل میریلاشویلی میلیاردر و تاجر گرجی است.